# یامیلنه
یامیلنه (به لاتین: Jamielne) یک روستا در لهستان است که در گمینا ستوچک ووکووسکی واقع شده‌است.